# 1965年アメリカグランプリ
1965年アメリカグランプリ (1965 United States Grand Prix) は、1965年のF1世界選手権第9戦として、1965年10月3日にワトキンズ・グレン・グランプリ・サーキットで開催された。
レースは110周で行われ、BRMのグラハム・ヒルがポール・トゥ・ウィン、ブラバムのダン・ガーニーが2位、彼のチームメイトのジャック・ブラバムが3位となった。

## レース概要
1.5リッターF1の最後の年、各チームがシーズンの最後の2戦のために北アメリカ大陸へ到着する前に、ジム・クラークは2度目のドライバーズチャンピオン（ならびにインディ500で優勝）を決めていた。しかし、本レースはBRMのグラハム・ヒルが3年連続で優勝し、グレンに君臨した。ヒルはポールポジションと勝利、そしてファステストラップを獲得し、ダン・ガーニーとジャック・ブラバムのブラバム勢に12秒の差を付けてフィニッシュした。
週末は寒く(45 °F (7 °C))て風が強く(30 mph (13 m/s))、そして多くの場合ウエット状態だった。実際に、クラークは予選でレーシングスーツの上にセーターを着ていた。フェラーリは、前年のドライバーズチャンピオンのジョン・サーティースが前週にカナダのモスポート・パークでローラ・T70-シボレー（Can-Amカー）をドライブした際に事故を起こして重症を負い、本年の残り2戦を欠場せざるを得なくなった。BRMのヒルの新しいチームメイトで、3週間前のイタリアGPでクラークの連勝を5でストップして初優勝を挙げたジャッキー・スチュワートは、ヨッヘン・リントと同様にグレンで初めて走行した。地元出身のボブ・ボンデュラントはF1デビューを果たした。
金曜日はトラックが霧で覆われた。クラークは自身の32バルブクライマックスエンジン仕様のマシンと、チームメイトのマイク・スペンスの16バルブクライマックスエンジン仕様のマシンを乗り換えながら走行したが、「ザ・90」(ターン8)でクラッシュしてスペンス車のサスペンションを曲げた後、自身のマシンに戻って1分12秒7と、ヒルが0.2秒差で上回るまでの最速タイムを出した。
土曜日は晴れたがまだ寒かった。この日もクラークとヒルのバトルが続いた。ヒルは1分11秒25を出した。クラークはタイミングギアの2つの歯を剪断する前に1分11秒35を出すが、ヒルには及ばなかった。クラークは再びスペンスの16バルブ車に乗り換え、1分11秒16という注目すべきタイムを出した。しかし、一晩で32バルブエンジンは修理され、クラークが決勝でそれを使うことに決めたため、彼はヒルに次ぐ2番手からのスタートとなる。ホンダは強力なV12エンジンによって直線では最速のマシンであり、地元出身のリッチー・ギンサーはスペアカーで3番手スタートをつかんだ。グリッドのトップ6はヒル、クラーク、ギンサー、スペンス、ロレンツォ・バンディーニ（フェラーリ）、スチュワートの順となった。
日曜日の朝は雨が降ったが、決勝のスタートを前に強い風がトラックを乾かし、6万人の観衆はさらなる状況の変化を見込んでフードとパーカーを着用した。ヒルがリードし、クラークとギンサーが続く。スチュワートは3列目からエセス（当時はバックストレート）でギンサーのインに飛び込むが、ギンサーはインを閉めてスチュワートをカーブへ追いやり、スチュワートのサスペンションは曲がってしまった。スチュワートはレースを続け、ギンサーは8位に後退した。しかし、スチュワートはスロットルケーブルの損傷によりピットインし、彼がコースに戻るまでに雨が再び降り始め、曲がったサスペンションが大きなハンデとなりリタイアした。
クラークは2周目にヒルからリードを奪い、2人はバンディーニ、スペンス、ガーニー、ブラバムを引き離していく。3周後、ヒルはリードを取り戻し、2人のイギリス人チャンピオンのバトルは、クラークのピストンが壊れてピットインする12周目まで続いた。その後方でも4人の激しいバトルが展開され、スペンスはバンディーニに2度コース外に追いやられ、タイミングチェーンが壊れたため6周目にリタイアした。ヒルはガーニーに14秒リードし、続いてバンディーニとブラバムが続いた。
24周目までにヒルはほぼ半周のリードを築いた。ところが、37周目に突然の大雨がコースを濡らした。バックストレートの最後の「ザ・ループ」で、ヒルは滑りやすい路面に足をすくわれ、そのまま200ヤード (180 m)の間跳ね上がった。コースに戻るまでに、ヒルのダンロップタイヤはブラバム勢のグッドイヤータイヤよりも1周2秒遅かった。そしてコースアウトしたことで、ガーニーとブラバムは一気に差を縮めることができた。ガーニーはヒルの背後に迫ったがコーナーで行き過ぎてしまい、チームメイトのブラバムに2位を明け渡した。これでチームリーダーのブラバムがヒルへの挑戦権を手に入れたが、ピット手前の「ザ・90」でヒルのアウトで前に出るが、ヒルは一貫してインコースを走り、ターン出口はアウトコースでマシンをパワースライドさせた。ヒルのコース幅を利用した走りは、ブラバムをコースの左端に追いやり、コース外の濡れた芝生の向こうまで飛び出していった。これで再びガーニーが2位、ブラバムは3位に戻った。ガーニーは再びヒルに挑もうとしたが、クラッチの滑りにより断念した。
レース終盤までにコースはほぼ乾き、ヒルは105周目にファステストラップを出し、2位のガーニーに12秒差を付け、本年2回目の勝利とグレンでの3連勝を手にした。シーズン終了後、ワトキンス・グレン・グランプリ・コーポレーションは、グランプリ・ドライバーズ・アソシエーション(GPDA)から「ベストオーガナイズドレース賞」を授賞された。
ホンダは創設者の本田宗一郎社長が珍しく観戦に訪れたが、ギンサーは序盤の出遅れが響き2周遅れの7位、ロニー・バックナムは13位と初めて2台とも完走したものの振るわなかった。なお、本田宗一郎が1964年から1968年の第1期参戦時に自身の目でレースを観戦したのはこの1戦のみである。

## エントリーリスト
| チーム                                     | No. | ドライバー               | コンストラクター | シャシー | エンジン                    | タイヤ |
| ------------------------------------------ | --- | ------------------------ | ---------------- | -------- | --------------------------- | ------ |
| スクーデリア・フェラーリ SpA SEFAC         | 1   | ジョン・サーティース 1   | フェラーリ       | 1512     | フェラーリ 207 1.5L F12     | D      |
| スクーデリア・フェラーリ SpA SEFAC         | 2   | ロレンツォ・バンディーニ | フェラーリ       | 1512     | フェラーリ 207 1.5L F12     | D      |
| ノース・アメリカン・レーシングチーム       | 14  | ペドロ・ロドリゲス       | フェラーリ       | 1512     | フェラーリ 207 1.5L F12     | D      |
| ノース・アメリカン・レーシングチーム       | 24  | ボブ・ボンドゥラント     | フェラーリ       | 158      | フェラーリ 205B 1.5L V8     | D      |
| オーウェン・レーシング・オーガニゼーション | 3   | グラハム・ヒル           | BRM              | P261     | BRM P60 1.5L V8             | D      |
| オーウェン・レーシング・オーガニゼーション | 4   | ジャッキー・スチュワート | BRM              | P261     | BRM P60 1.5L V8             | D      |
| チーム・ロータス                           | 5   | ジム・クラーク           | ロータス         | 33       | クライマックス FWMV 1.5L V8 | D      |
| チーム・ロータス                           | 6   | マイク・スペンス         | ロータス         | 33       | クライマックス FWMV 1.5L V8 | D      |
| チーム・ロータス                           | 18  | モイセス・ソラーナ       | ロータス         | 25       | クライマックス FWMV 1.5L V8 | D      |
| ブラバム・レーシング・オーガニゼーション   | 7   | ジャック・ブラバム       | ブラバム         | BT11     | クライマックス FWMV 1.5L V8 | G      |
| ブラバム・レーシング・オーガニゼーション   | 8   | ダン・ガーニー           | ブラバム         | BT11     | クライマックス FWMV 1.5L V8 | G      |
| クーパー・カー・カンパニー                 | 9   | ブルース・マクラーレン   | クーパー         | T77      | クライマックス FWMV 1.5L V8 | D      |
| クーパー・カー・カンパニー                 | 10  | ヨッヘン・リント         | クーパー         | T77      | クライマックス FWMV 1.5L V8 | D      |
| ホンダ・R&D・カンパニー                    | 11  | リッチー・ギンサー       | ホンダ           | RA272    | ホンダ RA272E 1.5L V12      | G      |
| ホンダ・R&D・カンパニー                    | 12  | ロニー・バックナム       | ホンダ           | RA272    | ホンダ RA272E 1.5L V12      | G      |
| R.R.C. ウォーカー・レーシングチーム        | 15  | ヨアキム・ボニエ         | ブラバム         | BT7      | クライマックス FWMV 1.5L V8 | D      |
| R.R.C. ウォーカー・レーシングチーム        | 16  | ジョー・シフェール       | ブラバム         | BT11     | BRM P56 1.5L V8             | D      |
| レグ・パーネル・レーシング                 | 21  | リチャード・アトウッド   | ロータス         | 25       | BRM P56 1.5L V8             | D      |
| レグ・パーネル・レーシング                 | 22  | イネス・アイルランド     | ロータス         | 25       | BRM P56 1.5L V8             | D      |
| ソース:                                    |     |                          |                  |          |                             |        |

追記
- ^1 - サーティースは負傷のため欠場

## 結果

### 予選
| 順位    | No. | ドライバー               | コンストラクター        | タイム  | 差    | グリッド |
| ------- | --- | ------------------------ | ----------------------- | ------- | ----- | -------- |
| 1       | 3   | グラハム・ヒル           | BRM                     | 1:11.25 | -     | 1        |
| 2       | 5   | ジム・クラーク           | ロータス-クライマックス | 1:11.35 | +0.10 | 2        |
| 3       | 11  | リッチー・ギンサー       | ホンダ                  | 1:11.40 | +0.15 | 3        |
| 4       | 6   | マイク・スペンス         | ロータス-クライマックス | 1:11.50 | +0.25 | 4        |
| 5       | 2   | ロレンツォ・バンディーニ | フェラーリ              | 1:11.73 | +0.48 | 5        |
| 6       | 4   | ジャッキー・スチュワート | BRM                     | 1:11.76 | +0.51 | 6        |
| 7       | 7   | ジャック・ブラバム       | ブラバム-クライマックス | 1:12.20 | +0.95 | 7        |
| 8       | 8   | ダン・ガーニー           | ブラバム-クライマックス | 1:12.25 | +1.00 | 8        |
| 9       | 9   | ブルース・マクラーレン   | クーパー-クライマックス | 1:12.45 | +1.20 | 9        |
| 10      | 15  | ヨアキム・ボニエ         | ブラバム-クライマックス | 1:12.45 | +1.20 | 10       |
| 11      | 16  | ジョー・シフェール       | ブラバム-BRM            | 1:12.50 | +1.25 | 11       |
| 12      | 12  | ロニー・バックナム       | ホンダ                  | 1:12.70 | +1.45 | 12       |
| 13      | 10  | ヨッヘン・リント         | クーパー-クライマックス | 1:12.90 | +1.65 | 13       |
| 14      | 24  | ボブ・ボンドゥラント     | フェラーリ              | 1:12.90 | +1.65 | 14       |
| 15      | 14  | ペドロ・ロドリゲス       | フェラーリ              | 1:13.00 | +1.75 | 15       |
| 16      | 21  | リチャード・アトウッド   | ロータス-BRM            | 1:13.70 | +2.45 | 16       |
| 17      | 18  | モイセス・ソラーナ       | ロータス-クライマックス | 1:13.70 | +2.45 | 17       |
| 18      | 22  | イネス・アイルランド     | ロータス-BRM            | 1:15.00 | +3.75 | 18       |
| ソース: |     |                          |                         |         |       |          |

### 決勝
| 順位    | No. | ドライバー               | コンストラクター        | 周回数 | タイム/リタイア原因 | グリッド | ポイント |
| ------- | --- | ------------------------ | ----------------------- | ------ | ------------------- | -------- | -------- |
| 1       | 3   | グラハム・ヒル           | BRM                     | 110    | 2:20:36.1           | 1        | 9        |
| 2       | 8   | ダン・ガーニー           | ブラバム-クライマックス | 110    | +12.5               | 8        | 6        |
| 3       | 7   | ジャック・ブラバム       | ブラバム-クライマックス | 110    | +57.5               | 7        | 4        |
| 4       | 2   | ロレンツォ・バンディーニ | フェラーリ              | 109    | +1 Lap              | 5        | 3        |
| 5       | 14  | ペドロ・ロドリゲス       | フェラーリ              | 109    | +1 Lap              | 15       | 2        |
| 6       | 10  | ヨッヘン・リント         | クーパー-クライマックス | 108    | +2 Laps             | 13       | 1        |
| 7       | 11  | リッチー・ギンサー       | ホンダ                  | 108    | +2 Laps             | 3        |          |
| 8       | 15  | ヨアキム・ボニエ         | ブラバム-クライマックス | 107    | +3 Laps             | 10       |          |
| 9       | 24  | ボブ・ボンドゥラント     | フェラーリ              | 106    | +4 Laps             | 14       |          |
| 10      | 21  | リチャード・アトウッド   | ロータス-BRM            | 101    | +9 Laps             | 16       |          |
| 11      | 16  | ジョー・シフェール       | ブラバム-BRM            | 99     | +11 Laps            | 11       |          |
| 12      | 18  | モイセス・ソラーナ       | ロータス-クライマックス | 95     | +15 Laps            | 17       |          |
| 13      | 12  | ロニー・バックナム       | ホンダ                  | 92     | +18 Laps            | 12       |          |
| Ret     | 4   | ジャッキー・スチュワート | BRM                     | 12     | サスペンション      | 6        |          |
| Ret     | 5   | ジム・クラーク           | ロータス-クライマックス | 11     | エンジン            | 2        |          |
| Ret     | 9   | ブルース・マクラーレン   | クーパー-クライマックス | 11     | 油圧                | 9        |          |
| Ret     | 6   | マイク・スペンス         | ロータス-クライマックス | 9      | エンジン            | 4        |          |
| Ret     | 22  | イネス・アイルランド     | ロータス-BRM            | 9      | 体調不良            | 18       |          |
| ソース: |     |                          |                         |        |                     |          |          |

ラップリーダー
- 1=ヒル、2-4=クラーク、5-110=ヒル
- 周回数合計: ヒル - 107周、クラーク - 3周

## 第9戦終了時点のランキング
|         | 順位 | ドライバー               | ポイント |
| ------- | ---- | ------------------------ | -------- |
|         | 1    | ジム・クラーク           | 54       |
|         | 2    | グラハム・ヒル           | 40 (47)  |
|         | 3    | ジャッキー・スチュワート | 33 (34)  |
| 1       | 4    | ダン・ガーニー           | 19       |
| 1       | 5    | ジョン・サーティース     | 17       |
| ソース: |      |                          |          |

|         | 順位 | コンストラクター        | ポイント |
| ------- | ---- | ----------------------- | -------- |
|         | 1    | ロータス-クライマックス | 54       |
|         | 2    | BRM                     | 45 (61)  |
|         | 3    | フェラーリ              | 26 (27)  |
|         | 4    | ブラバム-クライマックス | 24 (25)  |
|         | 5    | クーパー-クライマックス | 14       |
| ソース: |      |                         |          |

- 注:  トップ5のみ表示。ベスト6戦のみがカウントされる。ポイントは有効ポイント、括弧内は総獲得ポイント。